# 日本経営システム
日本経営システム株式会社（にほんけいえいシステム、英文社名：Japan Management Systems, Inc.）は、1970年に日本興業銀行（現みずほフィナンシャルグループ）の経営研究部を母体に設立された経営コンサルティング会社。

## 沿革・概要
1963年5月に日本興業銀行（現みずほフィナンシャルグループ）が、日本における本格的な経営コンサルティング事業の立ち上げのために経営研究部を設置した。1970年5月に、経営研究部を母体に日本経営システム株式会社が設立され、経営コンサルティング事業を展開。
現在は、2,000以上のプロジェクトで得た知見と独自の手法を活かし、幅広い業種・テーマでのコンサルティングを実施。みずほフィナンシャルグループとも緊密に連携し、重要な経営コンサルティング機能を担いつつも、公正な第三者としての立場を堅持している。
人事制度に強い日本経営システム研究所、医療・介護分野に強い日本経営グループは、全く別の会社である。

## コンサルティングの特徴
「ゼネラルコンサルティングファーム」を標榜し、上場企業やそれに準ずる中堅企業を中心に、戦略立案、人事制度設計、組織・風土改革など幅広い経営課題解決の支援を行う総合系のコンサルティング会社である。
「コンサルティングの姿勢・スタイル」面の特徴をあげると以下の通りであり、革新的でありながら具体的で実施可能な改善案を作り上げるスタイルである。
①ゼネラルコンサルタント ・・・　企業を取り巻く事業環境が変化する局面々々で、その時に最重要な課題解決を手伝う。（得意な分野や自前の商品・サービスを売るわけではない）　70人のコンサルタント全員が、幅広い経営課題に対応できるゼネラルコンサルタントである。
②協同作業　・・・　具体的で、会社固有の状況に沿った改善案を検討する。そのために、課題ごとに経営者や現場と同じ目線で共に考える協同作業を徹底して行う。
③顧客企業に専従　・・・　一つの課題に入魂で、真の協同作業を追及するには専従にしくはない。従って一切かけもちをしない。
④長所を活かす　・・・　企業成長にとって、何より必要な「活力」を重視する。活力を生み企業革新を図るために、長所を活かすことを徹底して考える。徒に、問題点の指摘に走らない。

## 定期刊行物
月刊誌「経営シリーズ」は、実際のコンサルティング事例を題材に経営のポイントをまとめた小冊子を毎月4万部余り発行。創業時から発行し、経営者、経営幹部に読み継がれている。

## 採用・人材育成
会社独自のコンサルティングの姿勢を徹底追及する意味もあり、コンサルティングファームには珍しく、新卒の大学（院）生のみを採用し、経験者採用（中途採用）は行っていない。
「一人の例外もなく優れたコンサルタントに育てる」という人材育成方針を掲げ、長い目で社員を育てており、ＵＰ or ＯＵＴといわれる他のコンサルティングファームとは一線を画している。
権威主義のない自由闊達な社風（肩書きで仕事をしない）であり、教え合い成長に手を貸しあう文化が根付いている。